# Pier Francesco Foschi
Pier Francesco Foschi, talvolta indicato per esteso come Pier Francesco di Jacopo Foschi (Firenze, 2 novembre 1502 – Firenze, 15 settembre 1567), è stato un pittore italiano.

## Biografia
Pier Francesco Foschi è stato un pittore manierista attivo a Firenze. Era figlio di Jacopo di Domenico Foschi, detto Jacopo di Sandro (1463-1530). Fu allievo di Andrea del Sarto e assistente di Pontormo nella realizzazione dei suoi affreschi a Careggi, nel 1536.
Foschi realizzò tre dipinti, commissionati negli anni 1540-1545, per la basilica di Santo Spirito a Firenze: l'Immacolata Concezione, la Resurrezione e la Trasfigurazione.
Foschi fu anche influenzato dal Bronzino. Uno dei suoi allievi fu Alessandro Fei.
Foschi è soprattutto conosciuto per i suoi ritratti realizzati tra il 1530 e il 1540, incluso un Ritratto di signora (Museo Thyssen-Bornemisza), un Ritratto di un giovane uomo che intreccia una corona di fiori (Utah Museum of Fine Arts) e un Ritratto di uomo (Galleria degli Uffizi, Firenze).
Nei suoi ritratti dette sublime espressione del Manierismo, utilizzando un leggero contrapposto nelle figure serpentinate.